# Mostek (kolonia w województwie podlaskim)
Mostek – kolonia w Polsce położona w województwie podlaskim, w powiecie białostockim, w gminie Wasilków.
W latach 1975–1998 miejscowość administracyjnie należała do województwa białostockiego.
Wierni kościoła rzymskokatolickiego należą do parafii Chrystusa Dobrego Pasterza w Jurowcach.